# Hitachinaka
Hitachinaka è una città giapponese della prefettura di Ibaraki.
È stata istituita il 1º novembre 1994 dall'unione delle città di Katsuta e Nakaminato. La città è celebre per il parco costiero di Hitachi, contenente numerose specie di fiori.